# چریومنو-پودگورنویه
چریومنو-پودگورنویه (به لاتین: Cheryomno-Podgornoye) یک منطقهٔ مسکونی در روسیه است که در سرزمین آلتای واقع شده‌است.